# Szegezsai járás

A Szegezsai járás Karéliában

A Szegezsai járás (oroszul Сеге́жский район, finn nyelven Sekeen piiri) Oroszország egyik járása Karéliában. Székhelye Szegezsa.

## Népesség
- 2002-ben 50 054 lakosa volt, melyből 40 708 orosz (81,3%), 3 626 fehérorosz (7,3%), 1 688 karjalai (3,4%), 1 435 ukrán (2,9%), 558 finn, 312 lengyel, 147 tatár, 133 azeri, 99 csuvas, 97 litván, 82 mari, 65 vepsze, 60 mordvin, 59 moldáv, 54 cigány, 39 örmény, 35 német, 29 grúz, 24 komi, 21 lett, 21 zsidó, 20 udmurt, 18 észt.
- 2010-ben 41 215 lakosa volt.